# Muntanyes Aberdare
Les muntanyes Aberdare (anteriorment, les muntanyes Sattima, Kikuyu: Nyandarua) és una llarga serralada de 160 km de llarg a les terres altes al nord de la capital de Kenya, Nairobi, amb una elevació mitjana de 3.350 metres. Es troba en la part centro-occidental de Kenya, al nord-est de Naivasha i Gilgil i just al sud de l'Equador. Forma una secció de la vora oriental del Gran Valle del Rift que va des de l'altiplà de Kinangop, al Escarpment de Laikipia, aproximadament de nord a sud. En l'est, la serralada cau bruscamente cap a la Gran Vall del Rift i es poden tenir vistes del llac Naivasha i el llunyà Escarpament Mau.
Les muntanyes Aberdare estan molt cobertes de bosc. Gran part de la serralada ha estat protegida com a Parc nacional de Aberdare des de la seva creació en 1950. La serralada atreu a grans nombres de senderistes i alpinistes, que operen des dels centres principals de Naivasha i Gilgil. Els vessants inferiors tenen granges, mentre que les zones altes són conegudes per la seva vida salvatge.
L'antic nom de la serralada sobreviu encara en Oldoinyo la Satima ("la muntanya del jove toro"); amb 4.001 msnm és el pic més alt de les muntanyes Aberdare. La muntanya Kenya (5.199 msnm), la segona muntanya més alta d'Àfrica (després del Kilimanjaro), queda a uns quilòmetres a l'est de la serralada Aberdare.
La regió és ben coneguda com la caserna general de Dedan Kimathi, líder de la rebel·lió del Mau Mau dels cinquanta. La reina Isabel es va convertir en reina del Regne Unit mentre estava de vacances a les muntanyes Aberdare. També és el lloc on J.A. Hunter va matar l'elefant salvatge Rogue que terroritzava als pobles dels boscos d'Aberdare.